# Ivan Đikić

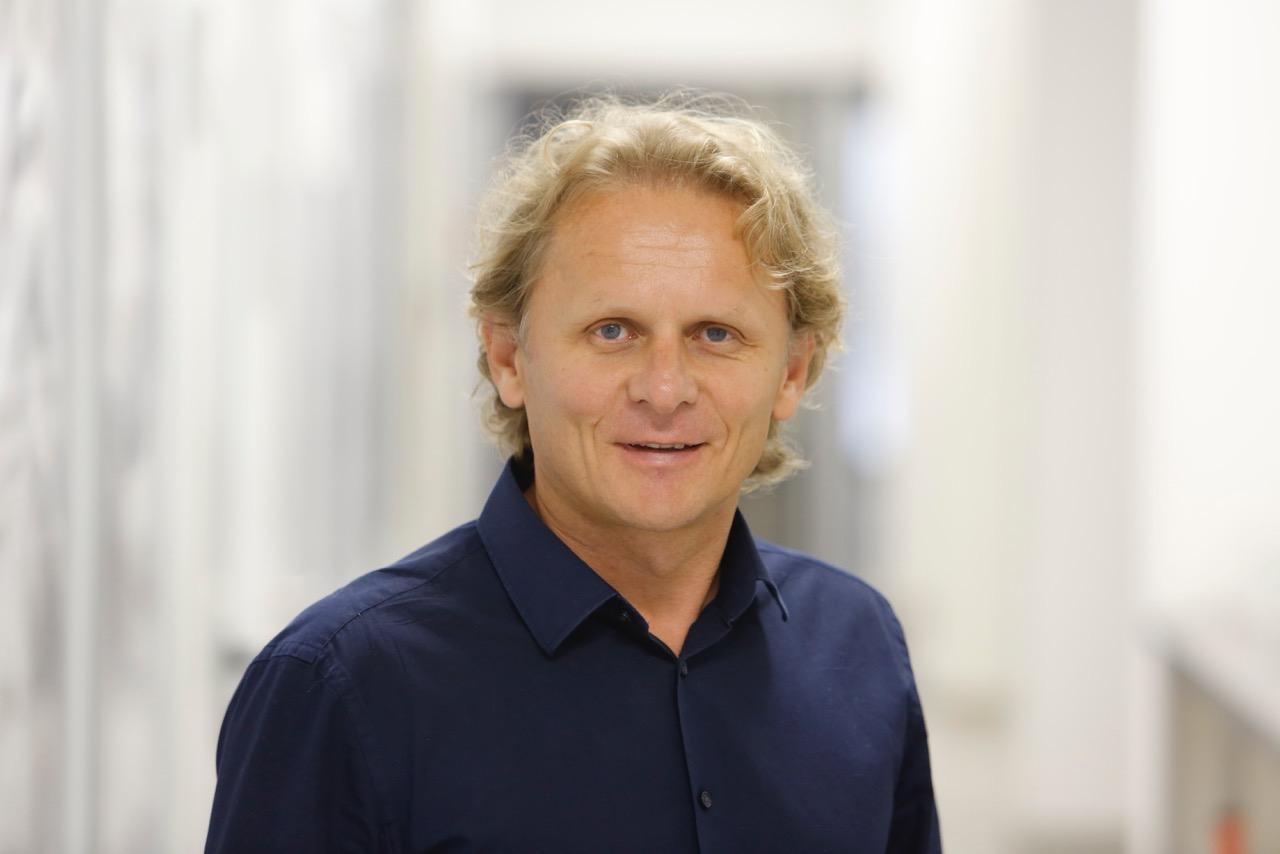
Ivan Đikić, 2022

Ivan Đikić (* 28. Mai 1966 in Zagreb) ist ein kroatischer Molekularbiologe und Direktor des Instituts für Biochemie II an der Goethe-Universität Frankfurt am Main.

## Leben
Nach dem Abschluss seines medizinischen Studiums an der Universität von Zagreb (1991, MD) verschrieb er sich der molekularbiologischen Forschung. Im Labor von Joseph Schlessinger am Medical Center der New York University fertigte er seine naturwissenschaftliche Promotion (Abschluss: PhD) an. 1997 kehrte er zurück nach Europa, wo er am Ludwig Institute for Cancer Research in Uppsala (Schweden) seine erste eigenständige Forschungsgruppe aufbaute, bevor er 2002 den Ruf auf eine Professur für Biochemie an der Medizinischen Fakultät der Goethe-Universität Frankfurt annahm. Seit 2009 ist er Direktor des Instituts für Biochemie II an der Goethe-Universität Frankfurt, parallel war er 2009 bis 2013 Gründungsdirektor des Buchmann Instituts für Molekulare Lebenswissenschaften (BMLS). Seit 2002 baute er als affiliierter Professor an der Universität Split ein Labor auf. 2014 war er Vallee Foundation Visiting Professor an der Harvard University. Am 13. Februar 2017 erklärte er seinen Rückzug vom wissenschaftlichen Wirken in Kroatien. Er protestierte damit dagegen, dass der Bildungs- und Wissenschaftsminister Kroatiens Pavo Barišić nach der Aufdeckung eines Plagiats bei einer wissenschaftlichen Arbeit im Amt verbleiben konnte und dabei vom Premierminister Andrej Plenković gedeckt wurde.

## Wirken
Ivan Dikics frühe Arbeiten im Labor von Joseph Schlessinger an der New York University trugen dazu bei, die Signalweiterleitung durch Tyrosinkinasen im Detail zu verstehen. Er erkannte, dass über eine Modulation der Signalstärke die zelluläre Antwort auf ein Signal von außen entscheidend verändert wird. Er entdeckte, dass das kleine Protein Ubiquitin eine essenzielle Rolle bei der intrazellulären Signalbearbeitung spielt. Ubiquitin war damals bekannt als ein in allen Zelltypen vorhandenes Protein, welches kovalent mit anderen Proteinen verknüpft wird und diese dadurch zur Entsorgung im zellulären Schredder, dem Proteasom, markiert. Für die Entdeckung der Rolle von Ubiquitin am Proteinabbau wurde 2004 Aaron Ciechanover, Avram Hershko und Irwin Rose der Nobelpreis für Chemie verliehen. Ivan Dikic war maßgeblich daran beteiligt, weitere Funktionen und Mechanismen dieses zentralen post-translationalen Modifikationssystems aufzuklären. Seine Gruppe identifizierte mehrere Ubiquitin-Bindungsstellen (Ubiquitin Binding Domains) an Proteinen und er entdeckte gemeinsam mit Koraljka Husnjak einen bis dato unbekannten Ubiquitin-Rezeptor am Proteasom (RPn13) bislang war lediglich der Rezeptor RPn10 bekannt. Er befasst sich mit der Rolle von Ubiquitin bei Rezeptor-vermittelter Endozytose, im Immunsystem, bei der DNA-Reparatur und dem Proteinabbau in Proteasomen. Die Forschung hat unter anderem Anwendungen bei der Aufklärung molekularer Mechanismen der Krebsentstehung und liefert Angriffspunkte für die Medikamentenentwicklung.
Mit Kollegen klärte er 2011 auf, welche molekularen Mechanismen der zellulären Antwort auf Salmonellen-Infektionen zugrunde liegen. Hierbei wird unter anderem die selektive Autophagozytose angestoßen, ein Signalweg, bei dem Ubiquitin eine zentrale Rolle spielt. Der Gruppe von Ivan Dikic gelang es, einen Autophagozytose-Rezeptor zu identifizieren, der die Beseitigung von Ubiquitin-markierten Salmonellen reguliert. Nach dem Eindringen in Zellen der Darmwand werden Salmonellen mit Ubiquitin versehen und damit für die Entfernung gekennzeichnet. Infolgedessen werden die Salmonellen von speziellen Membranvesikeln, sogenannten Autophagosomen, umschlossen, vermittelt durch den Autophagozytose-Rezeptor Optineurin. Die Autophagosomen fusionieren mit Lysosomen und ihr Inhalt wird durch lysosomale Enzyme abgebaut. Dikic und Kollegen fanden, dass eine Phosphorylierung von Optineurin durch die Proteinkinase TBK 1 der entscheidende Schritt zur Aktivierung des Rezeptors für die Beseitigung von Salmonellen ist. Um die molekularen Vorgänge nach einer bakteriellen Infektion umfassender zu verstehen, bestimmten die Gruppen von Ivan Dikic und Christian Behrends mittels quantitativer Massenspektrometrie die Ubiquitinierungsvorgänge, die das Eindringen der Salmonellen in der Wirtszelle hervorruft. Die Erkenntnisse können angesichts der immer häufiger vorkommenden Resistenzen bei der Entwicklung neuer Antibiotika gegen Salmonellen und beim Verständnis anderer Autophagozytose-Prozesse in der Zelle helfen. Unter Leitung von Dikic entstand 2015 einen Sonderforschungsbereich der Deutschen Forschungsgemeinschaft zur Autophagie (SFB 1177).

## Auszeichnungen und Mitgliedschaften (Auswahl)
- 2019 Mitglied der American Academy of Arts and Sciences
- 2015 Mitglied der Academia Europaea
- 2013 Ernst-Jung-Preis[11]
- 2013 William C. Rose Award[12]
- 2013 Gottfried-Wilhelm-Leibniz-Preis der Deutschen Forschungsgemeinschaft[13]
- 2010 Advanced Grant des European Research Council
- 2010 Mitglied der Leopoldina[14]
- 2010 Deutscher Krebspreis
- 2010 Fürst-Branimir-Orden mit Halsband
- 2009 Sir Hans Krebs Preis, MHH Hannover
- 2006 Biomedical Science Prize der Glaxo-Smith-Kline-Foundation
- 2006 Young Cancer Researcher Award, European Association for Cancer Research (EACR)
- 2004 EMBO-Mitglied
- 2004 Preis der American Association for Cancer Research (AACR)[15]
- 2021 Mitglied der Akademie der Wissenschaften und der Literatur Mainz
- 2023 Louis-Jeantet-Preis